# Фельдт, Павел Эмильевич
Павел Эмильевич Фельдт (1905—1960) — советский российский композитор, дирижёр.

## Биография
Родился 8 (21 февраля) 1905 года в Санкт-Петербурге. В 1930 году окончил ЛГК имени Н. А. Римского-Корсакова по классу фортепиано у Л. В. Николаева. С 1929 года — концертмейстер, в 1934—1941 годах — дирижёр ЛМАТОБ. С 1941 года — дирижёр ЛАТОБ имени С. М. Кирова. Дирижировал балетами «Ашик-Кериб» Асафьева, «Золушка» Прокофьева, «Светлый ручей» Шостаковича, «Али-Батыр» Яруллина, «Сказка о попе и его работнике Балде» Чулаки, «Тарас Бульба» Соловьева-Седого, «Гаянэ» и «Спартак» Хачатуряна, «Фадетта» Делиба и др. Участвовал в постановках многих балетов. Автор музыки балета «Волшебный дневник» (1956).
Похоронен на Шуваловском кладбище.

## Награды и премии
- заслуженный деятель искусств РСФСР (1957)
- Сталинская премия второй степени (1951) — за дирижирование балетным спектаклем «Шурале» («Али-Батыр») Ф. З. Яруллина, поставленным на сцене ЛАТОБ имени С. М. Кирова
- Медаль «За трудовое отличие»
- Медаль «За доблестный труд в Великой Отечественной войне 1941—1945 гг.»